# Roberto & Lily
Roberto & Lily é um livro autobiográfico lançado em 2004 por Lily de Carvalho Marinho, última esposa do jornalista Roberto Marinho. O livro, escrito originalmente em francês, relata a vida da escritora, desde a educação rigorosa recebida dos pais, o primeiro casamento, que durou 45 anos, e o segundo, com Roberto Marinho.
Conforme O Estado de S. Paulo, o livro foi ditado por Lily, mas escrito por Romaric Büel, ex-adido cultural da França no Rio de Janeiro.